# Testo unico sul pubblico impiego
Il testo unico sul pubblico impiego (abbreviato "TUPI") è un testo unico normativo della Repubblica Italiana, emanato col d.lgs. 30 marzo 2001, n. 165, che detta norme in tema di pubblico impiego.

## Storia
La sua origine è da rintracciarsi durante il governo Amato I, durante il quale venne emanata la legge 24 novembre 2000, n. 340 che conteneva una delega al governo per emanare entro il 30 marzo 2001 un testo unico per il riordino del personale dipendente delle pubbliche amministrazioni, apportando modifiche necessarie per il coordinamento delle norme.
Massimo D'Antona era stato in precedenza nominato responsabile della Commissione tecnica incaricata di predisporre il testo ma dopo  il suo omicidio nel 1999 la responsabilità fu trasferita all’amico e collega Franco Carinci.

## Contenuto
Disciplina e regolamenta il rapporto di lavoro del personale alle dipendenze degli enti della pubblica amministrazione italiana, dalle modalità di assunzione, ai trasferimenti, mobilità (anche dal settore pubblico a quello privato), mansioni, licenziamento, sanzioni disciplinari, principi della giurisdizione nelle controversie legali circa il rapporto lavorativo, ma anche l'organizzazione degli uffici nonché il procedimento per il rinnovo del CCNL di comparto.
In appendice vi sino tre allegati che elencano da tutte le norme che cessano di avere efficacia a partire dalla sottoscrizione dei contratti collettivi di lavoro per il quadriennio 1994/1997.

## Struttura
Si articola in otto titoli, settantatré articoli e tre allegati:
- Titolo I - Principi generali (artt. 1-9)
- Titolo II - Organizzazione (artt. 10-39 quater)
  - Capo I - Relazioni con il pubblico
  - Capo II - Dirigenza
  - Capo III - Uffici, piante organiche, mobilità e accessi
- Titolo III - Contrattazione collettiva e rappresentatività sindacale (artt. 40-50 bis)
- Titolo IV - Rapporto dl lavoro (artt. 51-57)
- Titolo V - Controllo della spesa (artt. 58-62)
- Titolo VI - Giurisdizione (artt. 63-66)
- Titolo VII - Disposizioni diverse e norme transitorie finali (artt. 67-73)
  - Capo I - Disposizioni diverse

  - Capo II - Norme transitorie e finali

- ALLEGATI
  - Allegato A
  - Allegato B
  - Allegato C